# Bo Gustavsson (ingenjör)
Bo Ollie Gustavsson, född 30 maj 1938, är en svensk ingenjör och uppfinnare.
Bo Gustavsson bildade tillsammans med sina svågrar Kjell och Klas Stoltz 1981 företaget Färgklämman AB i Stockholm för att utveckla och tillverka färgklämman, ett stöldskydd för textilvaror och skor i detaljhandel. Färgklämman patenterades och tillverkades därefter under många år i Colorplast-fabriken i Järfälla kommun.